# Henri Bracq
Pour les articles homonymes, voir Bracq.
Henri-François Bracq, né le 16 février 1804 à Gand (Belgique) et y décédé le 17 juin 1888, est un prêtre belge du diocèse de Gand, chanoine et professeur d'écriture sainte. En 1865 il devint le vingt-deuxième évêque de Gand.

## Biographie

### Formation et professeur
Fils de Pierre André Bracq (qui possédait une raffinerie de sucre à Gand) et de Maria Haesebyt, Henri Bracq fait ses études au collège Sainte-Barbe de Gand et collège Saint-Joseph à Alost. Entré au séminaire il fait ses études de théologie à l’université de Louvain.  
Ordonné prêtre à Malines le 2 août 1827, Henri Bracq est ensuite nommé professeur d'écriture sainte au grand séminaire de Gand (1830-1864). En 1844 il est chanoine du chapitre de la cathédrale Saint-Bavon de Gand. Tout en enseignant au séminaire il est directeur spirituel des sœurs de Notre-Dame de la Visitation de Gand, de 1836 à 1864. 

### Évêque de Gand
Le 27 mars 1865, à l'âge de 61 ans, Henri Bracq est nommé évêque de Gand pour succéder à Louis-Joseph Delebecque et consacré deux mois plus tard, le 1er mai 1865 par le cardinal Engelbert Sterckx, archevêque de Malines, avec comme co-consécrateurs Théodore de Montpellier et Jean-Joseph Faict. Il choisit comme devise épiscopale les paroles « In nomine Domini » (« au nom du Seigneur »).  Dans la même année, il fonde l’institut Saint-Liévin (Gand).
Pastoralement très actif il consacre dès l'année suivante (1866) pas moins de cinq églises : les églises Sainte-Anne, Saint-Macaire et Saint-Jean-Baptiste à Gand, l’église Saint Boniface à Munte et Saint-Gertrude à Wetteren.  Onze ans plus tard c'est lui qui encouragera la marquise de Courtebourne à construire une église à Oostakker (aujourd'hui basilique Notre-Dame de Lourdes) pour y recevoir les pèlerins qui sont de plus en plus nombreux à y visiter la « grotte de Lourdes ». L'église est consacrée le 11 septembre 1877. En 1883, il consacre également l'église Saint-Joseph de Gand. 
Bracq participe au concile Vatican I qui se déroule du 8 décembre 1869 au 20 octobre 1870.
Lorsqu’en 1872 la ville de Gand ferme le cimetière à l’extérieur de la porte de Bruges (à Gand) pour ouvrir un autre à l’Ouest de la ville, Bracq achète avec un don fait par Joseph de Hemptinne un terrain pour y ouvrir le cimetière catholique de Mariakerke. 
Le 28 décembre 1877 il reçoit Gustave De Battice (nl) comme évêque coadjuteur mais neuf ans plus tard, le 1er mars 1886 ce dernier, victime de crises d’épilepsie, doit démissionner pour raison de santé. Le 26 mars 1886, Henri-Charles Lambrecht devient le nouveau coadjuteur.
Henri Bracq meurt à Gand le 17 juin 1888. À sa demande il est enterré dans le cimetière qu’il créa à Mariakerke. Mais le 24 mars 1959,  comme le veut la tradition, les restes d'Henri Bracq et de quatre autres évêques sont transférés et inhumés dans la crypte de la cathédrale Saint-Bavon de Gand.

## Succession apostolique
Henri Bracq a ordonné les évêques suivants :
- Évêque Gustave De Battice (nl) (1878)

## Distinctions
- Officier de l'ordre de Léopold II

## Écrit
- Petite Histoire sainte à l’usage des écoles gardiennes (1851)